# Pirazin
Pirazin je heterociklički aromatski organski spoj kemijske formule C4H4N2. To je simetrična molekula. Pirazin je manje bazičan od piridina, piridazina i pirimidina. Pirazin i razni alkilpirazini spojevi su okusa i arome koji se nalaze u pečenim proizvodima. Pronađeno je da tetrametilpirazin (poznat i kao ligustrazin) uklanja anion superoksida i smanjuje proizvodnju dušikovog oksida u ljudskim polimorfonuklearnim leukocitima.

## Azinska bojila
Azinska bojila imaju pirazinski prsten koji kondenziran s aromatskim jezgrama daje kromofor, fenazin. Supstitucijom amino-grupa i hidroksi-grupa u aromatske jezgre u p-položaju prema N-atomu u prstenu dobivaju se bojila. Prvo sintetičko bojilo koje se proizvodilo za komercijalne potrebe spada u ovu grupu. To je mauvein, što ga je pripremio 1856. W. H. Perkin oksidacijom sirovog anilina (koji je sadržavao smjesu izomernih toluidina) natrijevim dikromatom u hladnoj razrijeđenoj sumpornoj kiselini. Danas se više ne upotrebljava.
Bezbojni ili slabo obojeni azinski spojevi s kiselinama tvore snažno obojene soli. Azinska su bojila bazna bojila koja proteinska vlakna bojaju direktno a pamuk tek nakon močenja taninom. Daju obojenja crvena, modra i ljubičasta. Iz ove je grupe tehnički važan safranin T, C.I. 50240, koji se priprema djelovanjem natrijeva nitrita na orto-toluidin-hidroklorid, redukcijom nastalog aminoazotoluena željeznom piljevinom i oksidacijom natrijevim bikromatom uz dodatak anilina, sve u jednom slijedu bez izolacije intermedijara. Spomenuti treba iz ove grupe i Wollechtblau BL, C.I. 50315, koji se dobiva kondenzacijom l,3-dianilino-naftalin-8-sulfonske kiseline s 4-aminodifenilamin-2-sulfonskom kiselinom i naknadnom oksidacijom; upotrebljavaju se i neka druga slično građena bojila.
U ovu grupu spadaju također nigrozini i indulini. To su ljubičasta do modrocrna bojila koja nastaju kondenzacijom nitrobenzena ili aminoazobenzena s anilinom i anilinklorhidratom. Upotrebljavaju se za bojenje papira, kože, plastičnih masa, zatim u proizvodnji hektografskih masa, laštila za kožu i grafičkih boja. Takav je produkt na primjer Indulinbase NF, C.I. 50400; priprema se kratkim grijanjem p-aminoazobenzena sa smjesom anilina i hidroklorida anilina. Iz anilina i hidroklorida anilina uz nitrobenzen priprema se grijanjem na 180 - 200 °C u prisutnosti bakarnih soli; Nigrosinbase N, C.I. 50415, bojilo netopljivo u vodi, a topljivo u uljima, mastima i mnogim otapalima. Iz ovog se bojila nakon sulfuriranja i prevođenja sulfonskih grupa u natrijeve soli priprema u vodi topljivi Nigrosin GF (Indulin WL), C.I. 50420.
U ovu grupu bojila spada i postojano anilinsko crnilo, C.I. 50440, koje nastaje oksidacijom anilina na vlaknu u prisutnosti bakarnih ili vanadijevih soli kao katalizatora. Kao sredstvo za oksidaciju upotrebljava se najčešće kalijev dikromat ili kalijev klorat.

## Slike
|                                                            |                           |                    |
| Jedna od prvih anilinskih boja bila je ljubičasti mauvein. | Safranin u krutom stanju. | Otopina safranina. |